# Teresa canta Pino
Teresa canta Pino è un album in studio della cantante italiana Teresa De Sio, pubblicato nel gennaio 2017.
Si tratta di un album tributo a Pino Daniele, uscito a due anni dalla sua morte.

## Tracce
1. 'O scarrafone
2. Bella 'mbriana
3. Je so' pazza (Je so' pazzo)
4. Lazzari felici
5. Serenata a fronn' e limone
6. Quanno chiove
7. 'O jammone
8. Notte che se ne va
9. Un angolo di cielo
10. Fatte 'na pizza
11. Chi tene 'o mare
12. Ninnananinnanoè
13. Tutta n'ata storia
14. Alleria
15. Viento
16. Napule è